# Claires knä
Claires knä (franska: Le Genou de Claire) är en fransk dramafilm från 1970 i regi av Éric Rohmer.

## Utmärkelser
Filmen vann Louis Delluc-priset 1970.

## Rollista i urval
- Jean-Claude Brialy - Jerome
- Aurora Cornu - Aurora
- Béatrice Romand - Laura
- Laurence de Monaghan - Claire
- Michèle Montel - Mme. Walter
- Gérard Falconetti - Gilles
- Fabrice Luchini - Vincent